# Buggenhagen
Buggenhagen er en by og kommune i det nordøstlige Tyskland, beliggende i Amt Am Peenestrom under Landkreis Vorpommern-Greifswald. Landkreis Vorpommern-Greifswald ligger i delstaten Mecklenburg-Vorpommern.

## Geografi
Buggenhagen er beliggende omkring tre kilometer syd for Lassan i Naturpark Insel Usedom. Mod syd og øst løber Peenestrom, og omkring byen ligger adskillige skove og søer. Større søer er Pinnower See, Straßensee, Schlowersee, Berliner See og Schloßsee. Øst for Buggenhagen danner Peenestrom forbindelsen mellem Stettiner Haff og Achterwasser. Største skovområder er Große Heide og Große Moorholz, der ligger ud til Peenestrom.
Højeste punkter i kommunen er Orgelberg (19 moh.), Hasenberg (19 moh.) og Kieksberg (25 moh.). De bebyggede områder ligger mellem 0 og 15 moh.

## Eksterne kilder og henvisninger
1. ↑  Gemeinde Buggenhagen bei Gaia-MV, abgerufen am 5. Juni 2011

- Wikimedia Commons har flere filer relateret til Buggenhagen
- Byens side Arkiveret 7. december 2016 hos  Wayback Machine på amtets websted
- Statistik Arkiveret 2. februar 2017 hos  Wayback Machine
- * Naturpark Insel Usedom